# 激濤 Magnitude 7.7
『激濤 Magnitude 7.7』（げきとう マグニチュードななてんなな）は、日本の漫画家・矢口高雄が著した日本海中部地震を題材とした漫画。1989年から1990年にかけて小学館の「ビッグコミック」にて連載された。
海釣りをしていて津波に飲まれ、辛うじて助かった主人公が、津波に遭遇した人々を訪ね歩いて彼らの体験談を聞いていく。

## あらすじ
1983年（昭和58年）5月26日。秋田県の地元新聞社「さきがけ」（同名の新聞社が実在する）の記者・杉村真は海釣りの最中に地震を感じるが、揺れの小ささから津波は起きないと思い、岩場で釣りを続けようとする。しかし、突然襲ってきた津波に飲まれて陸へ押しやられる。偶然牧場の柵に掴まることができたため、引き波で沖に流されずに済んだ。その後、杉村はマグニチュード7.7を記録したこの「日本海中部地震」による秋田県内の被災状況を見て回るうちに、十数名の釣り人が津波の犠牲になったと知る。杉村は県内を回って津波を経験した人々に会い、体験談を聞き取っていく。
その一人、滝本幸子は新婚間もない夫を海釣りで亡くしていた。内陸部の酒屋に嫁いだ幸子は久しぶりにとれた休みの日、夫の喬から一緒に釣りに行こうと誘われていたが、片付けがあり家に残っていた。地震後、津波の発生が報道され、喬からは何の連絡もないことから、幸子は喬の叔父とともに喬が出掛けた男鹿半島へ向かう。しかし喬は翌日、無惨な姿で発見された。海釣りが初めての喬はライフジャケットを着ておらず、さらに海側に背中を向けていたため津波の襲来に気付かず波に飲まれたと推定された。
幸子は杉村とともに各地を回り多くの人々と会う。夫の死の直後は姑に「ずっとこの家にいる」と訴えた幸子だったが、やがて杉村からの「奥さん」という呼びかけに「もう奥さんじゃないわ」と答える。

## 解説
著者である矢口の地元・秋田を襲った日本海中部地震は、地震そのものより津波による死者が非常に多い災害であった。秋田県内の死者83名のうち津波による死者は79名、うち釣り人が12名を占めていた。秋田県つり連合会は津波を体験した釣り人本人や遺族に聞き取り調査をし、体験談を『釣り人が証言する日本海中部地震 大津波に襲われた』（1983年10月、ASIN B000J6VDG0）としてまとめた。
これを読んだ矢口が、自身が釣りを題材とする作品を執筆してきた経緯から体験談の漫画化に取り組んだのが本作である。実際に撮影された被災写真に基づいて作画された場面もあり、物語にリアリティを与えている。しかし紹介されるエピソードは、体験談に基づいているが人名などの固有名詞を変えられてフィクションということになっている。
例えば、漁師の夫婦が早朝から船で沖へ出て、昼にNHKの連続テレビ小説『おしん』の再放送を観るために急いで港へ戻ったため、津波による転覆を免れた事例が漫画化されている。実際には、『おしん』は地震の臨時ニュースのため放送時間が変更された。
物語として面白くするため大幅に脚色が加えられた例もある。実際の津波では、男鹿水族館でスイス人女性が犠牲になっているが、彼女はカナダのレストラン経営者の妻として登場する。男鹿半島のホテルで「石焼料理」の実演を見た彼女は調理方法がワイルドであると感激し、調理をしてみせた料理長に「自分のレストランでキングサーモンの石焼料理を出したいのでカナダへ来てほしい」ともちかける。翌日料理長は磯釣りの様子を見せるため、男鹿水族館に夫妻を連れて行く。夫が釣りをよく見ようと礒の岩の上に上がり、妻はハイヒールを履いていたため駐車場で待っていたところ、地震と津波が発生した。水族館の駐車場に海水が押し寄せ、夫の目の前で彼女は海に飲まれていった。料理長は杉村に、彼女の望んだようにカナダへ行ってサーモンの石焼料理を完成させると語る。
また、今では偽書と判明している「東日流外三郡誌」の内容を史実として紹介しているくだりがある（作者に偽書との認識はなかった。後に再刊された廉価版を含め、訂正・脚注はない）。

## 既刊一覧
矢口高雄著『激濤 Magnitude 7.7』
- 小学館ビッグコミック版
  - 1巻（1990年5月）ISBN 4091822711
  - 2巻（1990年10月）ISBN 409182272X
  - 3巻（1991年4月）ISBN 4091822738
- モッツ出版版（いずれも2001年2月）
  - 上巻 ISBN 4944214138
  - 下巻 ISBN 4944214146
- 講談社漫画文庫版（いずれも2005年7月）
  - 上巻 ISBN 4063609413
  - 下巻 ISBN 4063609421

## 備考
- 本作品は、日タイ修好120周年記念事業の一環としてタイ語翻訳版が製作され、2004年にインド洋大津波で被災したタイの主に南部の地域で無償で配布された（外部リンク参照）。
- 作中の秋田市内のシーンにアトリオンビルが登場するが、アトリオンの完成は地震から6年後の1989年である。